# Gare de Sarre
La gare de Sarre (en italien, Stazione di Sarre) est une gare ferroviaire italienne de la ligne d'Aoste à Pré-Saint-Didier, située au hameau de Saint-Maurice sur le territoire de la commune de Sarre dans la région autonome à statut spécial de la Vallée d'Aoste.
Mise en service en 1929 par la Società Ferrovia Aosta–Pré-St-Didier (FAP), c'est une halte voyageurs de Rete ferroviaria italiana (RFI) desservie par le train Trenitalia qui effectue des navettes sur la relation Aoste - Pré-Saint-Didier.

## Situation ferroviaire
Établie à environ 635 mètres d'altitude, la gare de Sarre est située au point kilométrique (PK) 5,807 de la ligne d'Aoste à Pré-Saint-Didier (voie unique non électrifiée), entre les gares de Aoste-Avenue d'Europe et de Saint-Pierre.

## Histoire
La gare de Sarre est mise en service le 28 octobre 1929 par la Società Ferrovia Aosta–Pré-St-Didier (FAP), lorsqu'elle ouvre à l'exploitation sa ligne d'Aoste à Pré-Saint-Didier.
En 2015, à la suite de la fermeture de la ligne d'Aoste à Pré-Saint-Didier, elle est fermée.

## Service des voyageurs

### Accueil
C'est une halte ferroviaire équipée d'un automate pour l'achat de titres de transport.

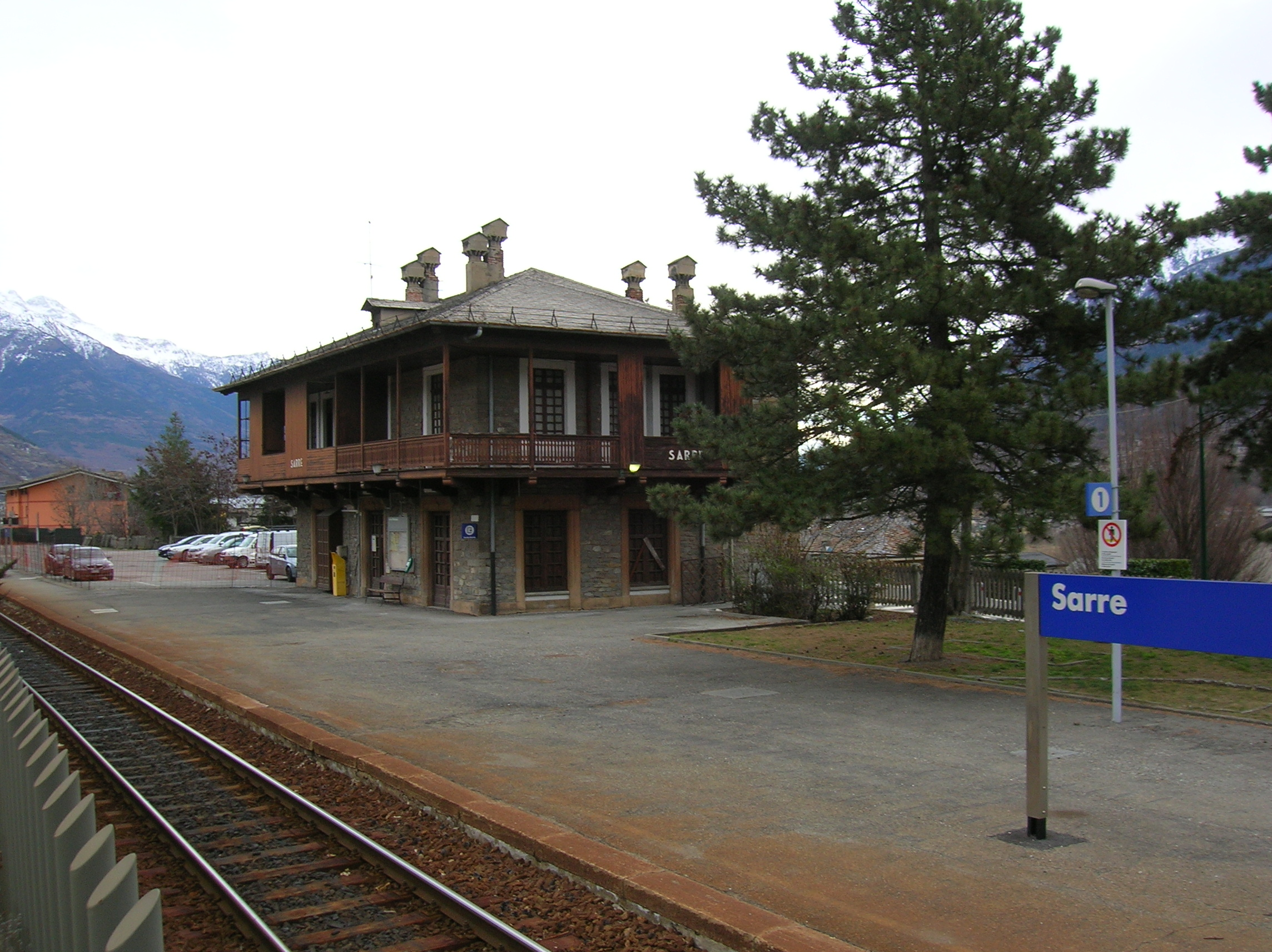
Ancien bâtiment, voie et quai de la halte (en 2013)

### Desserte
Sarre était desservi par le train Trenitalia qui faisait la navette sur la relation Aoste - Pré-Saint-Didier.

### Intermodalité
Le stationnement des véhicules est possible à proximité.

## Patrimoine ferroviaire
L'ancien bâtiment principal de la gare est de style valdôtain éclectique, en pierre, lauzes et bois, suivant le modèle de la grange l'Ôla du château d'Introd.